# Brachymenium andersonii
Brachymenium andersonii là một loài rêu trong họ Bryaceae. Loài này được H.A. Crum mô tả khoa học đầu tiên năm 1971.